# Eviota storthynx
Eviota storthynx és una espècie de peix de la família dels gòbids i de l'ordre dels perciformes.

## Morfologia
Els mascles poden assolir els 2,5 cm de longitud total.

## Distribució geogràfica
Es troba a les Filipines, Yap, Palau, les Illes Carolines, el Mar de Java, Austràlia Occidental i Japó.